# Grind Session
Grind Session est un jeu vidéo de simulation de skateboard, développé Shaba Games et publié par Sony Computer Entertainment sur PlayStation en 2000,,.

## Skaters
Grind Session propose six skaters professionnels sélectionnables et neufs personnages cachés. Il est également possible de choisir entre quatre skaters anonymes et éditer leurs trick et leurs noms.
Les skaters professionnels sont : Willy Santos, Daewon Song, Cara-Beth Burnside, Ed Templeton, Stephen Pigpen Spear, John Cardiel. Les personnages secrets sont Skator, Rex, Hang Man, Stanley, Dave Carnie, Démon, Stinger, Golgotha, Master AO.

## Skateparks
Plusieurs niveaux de Grind Session sont des reproductions de skateparks à travers le monde (Niveau d'entrainement, Da Banks (NYC), S.F. Mission, Burnside, Slam City Jam, Atlanta, PlayStation Park London, Detroit, Huntington, Dream House (niveau secret))

## Dream House
Le niveau Dream House est débloqué à la fin du mode tournoi, quand toutes les clés ont été obtenues. C'est une maison de grand luxe, un temple consacré à la culture du skate qui comporte deux ailes (avec trois chambres et quatre pièces chacune) et le hall.

## Bande originale
| - Black Flag - Rise Above - Cornelius - Galaxie Express - Dr. Octagon - Blue Flowers - GZA - Publicity - Jurassic 5 - Jayou - KRS-One - Out for Fame | - Man or Astro-man? - Television Fission - NOFX - Linoleum - Sonic Youth - In the Mind of the Bourgeois Reader - The X-Ecutioners - Raida's Theme - Zen Guerrilla - Empty Heart |